# Sam Levene
Pour les articles homonymes, voir Levene.
Sam Levene est un acteur américain d'origine russe, de son vrai nom Samuel Levine, né en Russie (lieu indéterminé) le 28 août 1905, mort d'une crise cardiaque à New York (État de New York, États-Unis) le 28 décembre 1980.

## Biographie
En 1907, deux ans après sa naissance en Russie, sa famille émigre aux États-Unis et s'installe à New York. Sam Levene débute au théâtre à Broadway en 1927, jouant sur les planches new-yorkaises jusqu'en 1980, quelques mois avant sa mort. Parmi les nombreuses pièces auxquelles il participe (il sera même metteur en scène de l'une d'elles en 1956, expérience non-renouvelée), mentionnons Three Men on a Horse (en) en 1935, où il interprète le rôle de Patsy, qu'il reprendra dans l'adaptation au cinéma (en) de 1936 (son premier film), puis lors d'une reprise à Broadway en 1969-1970. Chanteur occasionnel, il collabore également à trois comédies musicales, dont Blanches colombes et vilains messieurs, de 1950 (création) à 1953 ; il y personnifie Nathan Detroit, rôle repris par Frank Sinatra dans l'adaptation au cinéma de 1955. Et en 1961, il joue encore Patsy dans Let It Ride, comédie musicale adaptée de la pièce Three Men on a Horse, déjà évoquée. En 1961 également, il reçoit une nomination au Tony Awards du meilleur acteur (15e cérémonie) pour son rôle dans la pièce The Devil's Advocate.
Au cinéma, Sam Levene contribue à quarante-deux films américains, de 1936 à 1979, l'un de ses plus connus étant le film noir Les Tueurs en 1946, aux côtés d'Ava Gardner et Burt Lancaster — avec lequel il avait joué à Broadway l'année précédente (1945), dans la pièce A Sound of Hunting, et qu'il retrouvera l'année suivante (1947), dans le film Les Démons de la liberté —.
À la télévision, il participe à treize séries et à trois téléfilms, entre 1954 et 1977.

## Théâtre (à Broadway)
Pièces, sauf mention contraire
- 1927 : Wall Street de James N. Rosenberg, avec Arthur Hohl
- 1929 : Headquarters de Hugh Satnislaus Stange
- 1930 : The Man's Town de Willard Robertson, avec Eduardo Ciannelli, Marjorie Main, Pat O'Brien, Willard Robertson
- 1931 : Three Times the Hour de Valentine Davies
- 1931 : Wonder Boy d'Edward Chodorov et Arthur Barton, avec Henry O'Neill, Gregory Ratoff
- 1932-1933 : Dinner at Eight d'Edna Ferber et George S. Kaufman (mise en scène de ce dernier), avec Constance Collier, Paul Harvey, Cesar Romero, Conway Tearle (adaptée au cinéma en 1933)
- 1934 : Yellow Jack de Sidney Howard et Paul De Kruif, avec Eduardo Ciannelli, Lloyd Gough, Robert Keith, Barton MacLane, Millard Mitchell, James Stewart (+ participation à l'adaptation au cinéma de 1938, sous le même titre original : voir filmographie ci-dessous)
- 1934 : Spring Song de Bella et Sam Spewack, avec Garson Kanin
- 1935 : Three Men on a Horse de John Cecil Holm et George Abbott (mise en scène de ce dernier), avec Shirley Booth, Garson Kanin, Millard Mitchell
- 1937-1938 : Room Service d'Allen Boretz et John Murray, mise en scène et produite par George Abbott, avec Eddie Albert, Betty Field (adaptée au cinéma en 1938)
- 1939-1940 : Margin for Error de Clare Boothe Luce, mise en scène par Otto Preminger, avec Leif Erickson, Bert Lytell, Otto Preminger (ce dernier a également réalisé l'adaptation au cinéma, sous le même titre original, en 1943)
- 1945 : A Sound of Hunting d'Harry Brown, avec Burt Lancaster, Frank Lovejoy
- 1948-1949 : Light Up the Sky de (et mise en scène par) Moss Hart, avec Virginia Field, Barry Nelson
- 1950-1953 : Blanches colombes et vilains messieurs (Guys and Dolls), comédie musicale, musique et lyrics de Frank Loesser, livret d'Abe Burrows et Jo Swerling, mise en scène de George S. Kaufman, chorégraphie de Michael Kidd, avec Robert Alda, Vivian Blaine, Stubby Kaye
- 1956 : The Hot Corner d'Allen et Ruby Sully Boretz, avec Don Murray (+ metteur en scène)
- 1957-1958 : Fair Game de Sam Locke
- 1958-1959 : Make a Million de Norman Barasch et Carroll Moore
- 1959-1960 : La Maison des cœurs brisés (Heartbreak House) de George Bernard Shaw, avec Pamela Brown, Diane Cilento, Maurice Evans, Dennis Price, Alan Webb, Diana Wynyard
- 1960 : La Bonne Soupe (The Good Soup) de Félicien Marceau, adaptation de Garson Kanin, mise en scène de Garson Kanin et André Barsacq, avec Diane Cilento, Ruth Gordon, Jules Munshin, Mildred Natwick, Ernest Truex
- 1961 : The Devil's Advocate, adaptation, mise et scène et production de Dore Schary, d'après un roman de Morris L. West, costumes de Theoni V. Aldredge, avec Eduardo Ciannelli, Leo Genn, Edward Mulhare
- 1961 : Let It Ride, comédie musicale, musique et lyrics de Jay Livingston et Ray Evans, livret d'Abram S. Ginnes, d'après la pièce pré-citée Three Men on a Horse de George Abbott et John Cecil Holm
- 1962-1963 : Seidmann and Son d'Elick Moll
- 1964 : Cafe Crown, comédie musicale, musique d'Albert Hague, lyrics de Marty Brill, livret d'Hy Kraft, avec Theodore Bikel
- 1964 : The Last Analysis de Saul Bellow
- 1965 : The Impossible Years de Robert Fisher et Arthur Marx
- 1966 : Nathan Weinstein, Mystic, Connecticut de David Rayfiel
- 1969-1970 : Three Men on a Horse de John Cecil Holm et George Abbott (mise en scène de ce dernier), reprise, avec Paul Ford, Jack Gilford, Dorothy Loudon, Butterfly McQueen, Rosemary Prinz
- 1970 : Paris is Out ! de Richard Seff
- 1972-1974 : The Sunshine Boys de Neil Simon, avec Jack Albertson (adaptée au cinéma en 1975)
- 1974 : Dreyfus (Dreyfus in Rehearsal) de Jean-Claude Grumberg, adaptation et mise en scène de Garson Kanin, avec Ruth Gordon
- 1975-1976 : The Royal Family de George S. Kaufman et Edna Ferber, décors d'Oliver Smith, avec Rosemary Harris (+ participation à l'adaptation télévisée de 1977, sous le même titre original : voir filmographie ci-dessous)
- 1980 : Horowitz and Mrs. Washington d'Henry Denker, mise en scène de Joshua Logan

## Filmographie partielle

### Au cinéma
- 1929 : The Talk of Hollywood de Mark Sandrich
- 1936 : Three Men on a Horse de Mervyn LeRoy
- 1936 : Nick, gentleman détective (After the Thin Man) de W. S. Van Dyke
- 1938 : L'Ange impur (The Shopworn Angel) d'Henry C. Potter
- 1938 : Miss Manton est folle (The Mad Miss Manton) de Leigh Jason
- 1938 : Yellow Jack de George B. Seitz
- 1939 : L'Esclave aux mains d'or (Golden Boy) de Rouben Mamoulian
- 1941 : L'Ombre de l'Introuvable (Shadow of the Thin Man) de W. S. Van Dyke
- 1941 : Célibataire Marié (Married Bachelor) de Edward Buzzell, Norman Taurog
- 1942 : Sunday Punch de David Miller
- 1942 : Sing Your Worries Away de A. Edward Sutherland
- 1942 : Destination Unknown de Ray Taylor
- 1942 : Grand Central Murder de S. Sylvan Simon
- 1942 : La Poupée brisée (The Big Street) d'Irving Reis
- 1943 : Convoi vers la Russie (Action in the North Atlantic) de Lloyd Bacon
- 1943 : Mademoiselle ma femme (I dood It) de Vincente Minnelli
- 1943 : Gung Ho! (Gung Ho ! : The Story of Carlson's Makin Island Raiders) de Ray Enright
- 1943 : La Bête (Whistling in Brooklyn) de S. Sylvan Simon
- 1944 : Prisonniers de Satan (The Purple Heart) de Lewis Milestone
- 1946 : Les Tueurs (The Killers) de Robert Siodmak
- 1947 : Feux croisés (Crossfire) d'Edward Dmytryk
- 1947 : Les Démons de la liberté (Brute Force) de Jules Dassin
- 1947 : Mac Coy aux poings d'or (Killer McCoy) de Roy Rowland
- 1947 : A Likely Story de H. C. Potter
- 1947 : Boomerang ! d'Elia Kazan
- 1948 : L'Homme le plus aimé (The Babe Ruth Story) de Roy Del Ruth
- 1948 : Leather Gloves de William Asher, Richard Quine
- 1950 : Dial 1119 de Gerald Mayer
- 1950 : Le Criminel mystérieux (Guilty Bystander) de Joseph Lerner
- 1950 : With These Hands de Jack Arnold
- 1953 : Trois Marins et une fille (Three Sailors and a Girl) de Roy Del Ruth
- 1956 : Le Sexe opposé (The Opposite Sex) de David Miller
- 1957 : L'Adieu aux armes (A Farewell to Arms) de Charles Vidor
- 1957 : Meurtres sur la dixième avenue (Slaughter on Tenth Avenue) d'Arnold Laven
- 1957 : Le Grand Chantage (Sweet Smell of Success) d'Alexander Mackendrick
- 1957 : La Femme modèle (Designing Woman) de Vincente Minnelli
- 1963 : Act One de Dore Schary
- 1969 : A Dream of Kings de Daniel Mann
- 1971 : Des amis comme les miens (Such Good Friends) d'Otto Preminger
- 1976 : The Money de Chuck Workman
- 1976 : Meurtres sous contrôle (God told me to) de Larry Cohen
- 1979 : Le Champion (The Champ) de Franco Zefirelli
- 1979 : Meurtres en cascade (The Last Embrace) de Jonathan Demme
- 1979 : Justice pour tous (...And Justice for All.) de Norman Jewison

### À la télévision
- 1960 : Première série Les Incorruptibles (The Untouchables), Saison 2, épisode 9 L'Histoire de Larry Fay (The Larry Fay Story) de Walter Grauman
- 1966 : Une petite rébellion (A Small Rebellion), téléfilm de Stuart Rosenberg
- 1977 : The Royal Family, téléfilm de Kirk Browning et Ellis Rabb